# Медопійник білогорлий
Медопійник білогорлий (Melithreptus albogularis) — вид горобцеподібних птахів родини медолюбових (Meliphagidae).

## Поширення
Вид поширений на півдні Нової Гвінеї та у східних і північних регіонах Австралії.

## Опис
Птах має довжину від 11,5 до 14,5 см, оливково-зелений зверху і білий знизу, з чорною головою, білою або блідо-блакитною плямою над оком і білою смугою на потилиці.